# نيد كوغلان
نيد كوغلان (بالإنجليزية: Ned Coughlan)‏ هو لاعب كرة القدم الغالية أيرلندي، ولد في 1943 في Mitchelstown ‏ في جمهورية أيرلندا.